# ONE PIECE FILM RED
《航海王劇場版：紅髮歌姬》是於2022年8月6日上映的日本動畫電影，改編自漫畫家尾田榮一郎創作的漫畫系列《ONE PIECE》，為該系列第15部劇場動畫，同時也是原作連載25周年紀念作品。電影講述魯夫等人與紅髮傑克之女美音之間交織的故事。
電影於2022年8月6日在日本首映，接續於海外發行，在日本國內獲得高達197.1億日圓的票房成績，打破歷屆《ONE PIECE》劇場動畫與東映發行電影的票房紀錄，成為票房最高的《ONE PIECE》劇場動畫。本片雖然票房成績亮眼，但是外界評價普遍兩極，電影的音樂獲得多數好評，劇情與人物刻畫則有看法不一的意見。獲頒第46屆日本電影學院獎優秀動畫獎和話題獎，電影的音樂團隊獲得岡田茂獎。

## 故事大綱
美音是世界上最受歡迎的神秘女歌手，也是歌唱果實的能力者。這將舉行她首次出現在公眾面前的現場表演，世界各地的海賊、海軍，以及草帽小子一伙都期待着她的聲音。這個故事源於美音是「紅髮撒古斯的女兒」的震驚事實。來自四方八面的人馬為爭奪美音而爆發出一場激烈的爭奪戰。
美音是魯夫年幼時的朋友，但隨著紅髮的航行就沒有再與魯夫見面。作為船長的魯夫在草帽海賊團部份成員請求下，一行10人作為普通觀眾參加了此次演唱會。正當演唱會進行到一半，路飛感到無聊打算離開時被美音阻止，在此故事開始進入主軸。原來美音的歌唱果實能力可以將聽歌者的靈魂帶入夢境世界，她打算藉此次演唱會將所有聽眾包括魯夫一行人帶入她創造的烏托邦並永遠拘禁，但最後被草帽海賊團、紅髮海賊團、BIG MOM海賊團、哈特海賊團、海軍以及CP0等人共同阻止下而失敗告終。

## 登場角色

### 原作角色
| 角色              | 配音員       | 配音員     | 配音員     | 配音員     | 備註       |
| 角色              | 日本         | 臺灣       | 香港       | 中国大陆   | 備註       |
| 草帽海賊團        | 草帽海賊團   | 草帽海賊團 | 草帽海賊團 | 草帽海賊團 | 草帽海賊團 |
| ----------------- | ------------ | ---------- | ---------- | ---------- | ---------- |
| 蒙其·D·魯夫       | 田中真弓     | 詹雅菁     | 周恩恩     | 杨天翔     |            |
| 蒙其·D·魯夫       | 田中真弓     | 詹雅菁     | 周恩恩     | 常蓉珊     | 童年時期   |
| 羅羅亞·索隆       | 中井和哉     | 宋克軍     | 張振聲     | 赵毅       |            |
| 娜美              | 岡村明美     | 許淑嬪     | 鄭家蕙     | 乔诗语     |            |
| 騙人布            | 山口勝平     | 符爽       | 黃啟明     | 郝祥海     |            |
| 賓什莫克·香吉士   | 平田廣明     | 孫中台     | 李家傑     | 藤新       |            |
| 多尼多尼·喬巴     | 大谷育江     | 詹雅菁     | 鄧潔麗     | 阎么么     |            |
| 妮可·羅賓         | 山口由里子   | 許淑嬪     | 王慧珠     | 季冠霖     |            |
| 佛朗基            | 矢尾一樹     | 符爽       | 柯偉聰     | 图特哈蒙   |            |
| 布魯克            | 長           | 宋克軍     | 簡懷甄     | 郭盛       |            |
| 吉貝爾            | 寶龜克壽     | 宋克軍     | 黃子麟     | 刘琮       |            |
| 紅髮海賊團        |              |            |            |            |            |
| 傑克              | 池田秀一     | 符爽       | 江𤒹生     | 张震       |            |
| 斑·貝克曼         | 田原阿爾諾   | 孫中台     | 李家傑     | 赵铭洲     |            |
| 耶穌布            | 小林通孝     | 孫中台     | 譚漢華     | 李楠       |            |
| 拉奇·魯           | 土門仁       | 符爽       | 黃子麟     |            |            |
| 萊姆吉斯          | 小野健一     | 符爽       | 簡懷甄     |            |            |
| 華林格·葛布       | 中田讓治     | 孫中台     | 黃啟明     |            |            |
| 北鄉              | 綠川光       | 符爽       | 林景良     |            |            |
|                   | 二又一成     | 宋克軍     | 林筠翔     |            |            |
| 彭克·潘奇         | 中村浩太郎   | 孫中台     | 柯偉聰     |            |            |
| 蒙斯塔            | 島田敏       | 符爽       | 柯偉聰     |            |            |
| 洛克斯達          | 齋藤志郎     | 宋克軍     | 黃子麟     |            |            |
| 海賊              |              |            |            |            |            |
| 托拉法爾加·羅     | 神谷浩史     | 宋克軍     | 林景良     | 阿杰       |            |
| 培波              | 高戶靖廣     | 符爽       | 鄧潔麗     | 瞳音       |            |
| 宙斯              | 水島裕       | 孫中台     | 黃子麟     |            |            |
| 巴特洛馬          | 森久保祥太郎 | 宋克軍     | 林景良     | 林帽帽     |            |
| SWORD             |              |            |            |            |            |
| 克比              | 土井美加     | 宋克軍     | 林司聰     | 李轻扬     |            |
| 貝魯梅伯          | 永野廣一     | 符爽       | 蔡富       | 陈喆       |            |
| BIG MOM海賊團     |              |            |            |            |            |
| 夏洛特·莉莉       | 小山茉美     | 許淑嬪     | 林司聰     |            |            |
| 夏洛特·卡塔克利   | 杉田智和     | 孫中台     | 林筠翔     | 宝木中阳   |            |
| 夏洛特·布璃叡     | 三田友子     | 連婉鈞     | 張彩虹     | 林兰       |            |
| 夏洛特·裴洛斯培勒 | 內田夕夜     | 符爽       | 徐煒鏗     | 万力       |            |
| 夏洛特·歐本       | 木村雅史     | 孫中台     | 林筠翔     | 苗壮       |            |
| 海軍              |              |            |            |            |            |
| 赤犬／盃          | 立木文彥     | 宋克軍     | 柯偉聰     |            |            |
| 藤虎／一笑        | 澤木郁也     | 孫中台     | 黃啟明     | 湯水雨     |            |
| 黃猿／波爾薩利諾  | 置鮎龍太郎   | 符爽       | 譚漢華     | 万力       |            |
| 飛鼠              | 太田真一郎   | 孫中台     | 鄧燦陽     |            |            |
| CP-0              |              |            |            |            |            |
| 羅布·路基         | 關智一       | 宋克軍     | 鄧燦陽     | 汤水雨     |            |
| 布魯諾            | 佐佐木誠二   | 宋克軍     | 譚漢華     | 图特哈蒙   |            |
| 卡莉法            | 進藤尚美     | 詹雅菁     | 鄧潔麗     | 阎么么     |            |
| 佛夏村            |              |            |            |            |            |
| 瑪姬              | 大本眞基子   | 許淑嬪     | 林司聰     |            |            |
| 天龍人            |              |            |            |            |            |
| 查爾羅斯聖        | 茶風林       | 宋克軍     | 黃子麟     | 乔木心     |            |
| 五老星            |              |            |            |            |            |
| 傑伊葛西亞·薩圖恩 | 野田圭一     | 符爽       | 林景良     | 叶保华     |            |
| 夜殘刨瀧·V·茄壽郎 | 緒方賢一     | 宋克軍     | 黃啟明     | 图特哈蒙   |            |
| 馬卡司·馬茲       | 園部啟一     | 孫中台     | 李家傑     | 赵铭洲     |            |
| 托普曼·沃裘利     | 平野正人     | 宋克軍     | 譚漢華     | 万力       |            |
| 雪帕德·十·彼德    | 增谷康紀     | 符爽       | 黃子麟     | 陈喆       |            |

### 本作角色

#### 音樂之島「艾利吉亞」
美音（Uta）
聲優：名塚佳織、Ado〈歌唱部分〉（日本）；傅其慧（台灣）；邱彥筒、李蔓宜〈幼年〉（香港）；沈念如（中國大陸）
年齡：21歲，生日：10月1日，星座：天秤座，身高：169公分，血型：XF型，出生地：不明，喜歡的食物：有很多生奶油的鬆餅。
本作劇場版關鍵人物兼女主角。世界聞名的歌姬，傑克的養女。特徵為右邊紅色和左邊淺粉色兩種顏色的頭髮，戴著耳機，穿著帶羽毛的服裝。
年幼時在紅髮海賊團的船上長大並稱自己是船上的音樂家，但實際上在兩歲時親生父母在海賊襲擊下罹難，當時被海賊擄走放進搶來的財寶箱中，後來被紅髮海賊團的船長傑克解救，自此跟他一起生活，9歲時來到風車村並和魯夫結識，因此成為魯夫的青梅竹馬，離開風車村與魯夫分道揚鑣後，來到艾利吉亞時因為發生一起大事件導致王國滅亡，後被傑克留在艾利吉亞。
超人系「歌歌果實」能力者，歌唱人。能將聽到歌聲的人的意識拉進與現實世界完全相同的虛擬空間「歌世界」中（如果能力者死亡則是將聽到歌聲的人的意識永遠封閉在自己的世界），在歌世界中可以隨心所欲地做到任何事情，只有在本人睡著或是在現實世界與歌世界兩邊同時打敗歌之魔王才能解除效果，該能力相當耗損體力。
高登（Gordon）
聲優：津田健次郎（日本）；孫中台（台灣）；譚漢華（香港）；叶保华（中國大陸）
艾利吉亞的國王，特徵為頭上的一道大傷疤，頭頂光禿。是艾利吉亞唯一的倖存者，後來受傑克的委託一直照顧美音直至她成年。

#### 水母海賊團
烏帽子（Eboshi）
聲優：山田裕貴（日本）；宋克軍（台灣）；鄧燦陽（香港）
水母海賊團船長。名字取自於僧帽水母。
花笠（Hanagasa）
聲優：粗品（霜降明星）（日本）；孫中台（台灣）；張振聲（香港）
水母海賊團船員。名字取自於水螅綱花笠水母。
鉤手（Kaginote）
聲優：晟也（霜降明星）（日本）；符爽（台灣）；除煒鏗（香港）
水母海賊團船員。名字取自於水螅綱鉤手海月。

#### 演唱會聽眾
羅美（Romy）
聲優：新津知世（日本）；許淑嬪（台灣）；李蔓宜（香港）；祁柒（中國大陸）
演唱會聽眾，憧憬美音的少女。
耶魯艾加（Yorueka）
聲優：梶裕貴（日本）；連婉鈞（台灣）；趙樂禧（香港）
演唱會聽眾，牧羊的少年。

#### 歌世界
千陽君（Sunny-kun）
聲優：桑島法子（日本）；連婉鈞（台灣）；李蔓宜（香港）；刘小树（中國大陸）
草帽海賊團的海賊船「千陽號」，受美音的能力影響變身後的樣貌。
迷你培波（Mini Bepo）
聲優：上田麗奈（日本）；符爽（台灣）；鄧潔麗（香港）；瞳音（中國大陸）
哈特海賊團航海士，受美音的能力影響變身後的樣貌。
迷你布魯諾（Mini Blueno）
聲優：渡邊久美子（日本）；宋克軍（台灣）；李蔓宜（香港）；圖特哈蒙（中國大陸）
CP0諜報成員，受美音的能力影響變身後的樣貌。

#### 特別角色
動物樂隊（Animal Band）
ブライオン
獅子種純毛族。樂隊中的吉他手。
ジラッシュ
長頸鹿種純毛族。樂隊中的貝斯手。
ブライオン
貓種純毛族。樂隊中的鼓手。
スリム
熊貓種純毛族。樂隊中的DJ。
ダクソン
臘腸犬種純毛族。樂隊中的手風琴手。
伴舞（Back Dancers）
美音的伴舞。
デビルガール
ピーナッツモンキー
音符戰士（Musical Note Warriors）
スリム
フアシト
牛（Bull）

## 製作

### 發展
2021年11月21日，在電視動畫《ONE PIECE》第1000集播出後，宣布新的劇場版製作，並公佈片名為《航海王劇場版：紅髮歌姬》，以及上映時間為2022年8月6日。
2022年3月28日，公布電影原創角色「謎之少女（美音）」的單人視覺海報。
2022年4月13日，公布首支預告片及新角色設定圖。
2022年6月8日，公布美音和高登的聲優，以及主題曲為Ado演唱的〈新時代〉。

### 製作人員
- 原作、綜合製作人：尾田榮一郎
- 導演：谷口悟朗
- 劇本：黑岩勉
- 音樂：中田康貴
- 人物設定、總作畫導演：佐藤雅將
- 美術導演、美術設定：加藤浩
- 色彩設計：橫山佐代子
- CG導演：川崎健太郎
- 攝影導演：江間常高
- 製作擔當：吉田智哉
- 發行商：東映

## 音樂
- 主題曲〈新時代〉
  - 作詞、作編曲：中田康貴 / 歌：Ado
- 劇中歌〈我最強〉
  - 作詞、作曲：大森元貴 / 編曲：Mrs. GREEN APPLE / 歌：Ado
- 劇中歌〈逆光〉
  - 作詞、作編曲：Vaundy / 歌：Ado
- 劇中歌〈泡影搖籃曲〉
  - 作詞：TOPHAMHAT-KYO / 作曲：FAKE TYPE. / 編曲：骰子岩崎 / 歌：Ado
- 劇中歌〈Tot Musica（消逝之歌）〉
  - 作詞：cAnON. / 作編曲：澤野弘之 / 歌：Ado
- 劇中歌〈世界的延續〉
  - 作詞、作曲：折坂悠太 / 編曲：川口大輔 / 歌：Ado
- 劇中歌、片尾歌〈風之去向〉
  - 作詞、作曲：秦基博 / 編曲：、秦基博 / 歌：Ado

## 上映
電影《ONE PIECE FILM RED》於2022年7月22日（ONE PIECE日）先行於日本武道館舉行世界首映會，於2022年8月6日正式上映，2023年1月29日為最終上映。2023年10月20日至11月19日重新上映1個月。
台灣由双喜電影代理，宣布上映時間為2022年8月19日，2022年8月13日先行舉辦搶先特別場。
香港及澳門由新映影片代理，宣布上映時間為2022年8月25日，同時日語原聲、粵語配音版將同步上映，並邀請人氣偶像江𤒹生和邱彥筒參與聲演。此部也是眾系列劇場版之中首部於港澳戲院上映粵語配音版本，粵語配音統籌由天下一聲優館負責，配音導演為周恩恩。當中有超過20名配音員參與聲演，錄音製作單位為傳真製作有限公司(MBS)。此劇場版於8月23日在沙田巿廣場 Movie Town舉行粵語版本首映禮，規模覆蓋全部影院。當中配音導演周恩恩、人氣偶像邱彥筒、多位參演配音員、各界媒體人士以及電影影評家有出席參與，惟江𤒹生則缺席。

## 票房

### 日本
|                                       | 觀影人數 （萬人） | 觀影人數 （萬人） | 觀影人數 （萬人） | 票房 （億日圓） | 票房 （億日圓） | 備註 |
| 週末                                  | 週末              | 累積              | 週末              | 累積            |                 | 備註 |
| ------------------------------------- | ----------------- | ----------------- | ----------------- | --------------- | --------------- | --- |
| 第1星期週末 （2022年8月6日、7日）     | 第1名             | 158.0             |                   | 22.5            |                 | 本片首週週末觀眾動員數158萬人、票房22.5億日圓。 |
| 第2星期週末 （2022年8月13日、14日）   | 第1名             | 103.0             | 505.0             | 14.9            | 70.6            | 上映8天累計觀眾動員數360萬人、票房突破50億日圓。上映10天累計觀眾動員數505萬人、票房70.6億日圓，打破2012年動畫電影《ONE PIECE FILM Z》的68.7億日圓票房記錄，成為該系列劇場版最高票房作品。 |
| 第3星期週末 （2022年8月20日、21日）   | 第1名             | 55.9              | 720.0             | 8.1             | 100.0           | 上映20天累計觀眾動員數720萬人、票房突破100億日圓。 |
| 第4星期週末 （2022年8月27日、28日）   | 第1名             | 83.2              | 861.8             | 12.09           | 120.1           | 上映23天累計觀眾動員數820萬人、票房114.5億日圓，超越2021年動畫電影《福音戰士新劇場版：終》的102.2億日圓票房記錄，成為東映最高票房作品。上映26天累計觀眾動員數861萬人、票房120.1億日圓。   |
| 第5星期週末 （2022年9月3日、4日）     | 第1名             | 49.8              | 929.8             | 6.9             | 129.5           | 上映30天累計觀眾動員數929萬人、票房129.5億日圓。 |
| 第6星期週末 （2022年9月10日、11日）   | 第1名             | 35.5              | 1000.0            | 4.9             | 139.0           | 上映38天累計觀眾動員數1000萬人、票房139億日圓。 |
| 第7星期週末 （2022年9月17日、18日）   | 第1名             | 41.2              | 1076.4            | 5.8             | 150.6           | 上映46天累計觀眾動員數1076萬人、票房150億日圓。 |
| 第8星期週末 （2022年9月24日、25日）   | 第1名             | 25.9              | 1126.0            | 3.5             | 157.0           | |
| 第9星期週末 （2022年10月1日、2日）    | 第1名             | 27.3              | 1169.0            | 3.4             | 162.4           | |
| 第10星期週末 （2022年10月8日、9日）   | 第1名             | 16.7              | 1208.0            | 2.3             | 167.7           | |
| 第11星期週末 （2022年10月15日、16日） | 第1名             | 16.8              | 1231.0            | 2.3             | 171.0           | |
| 第12星期週末 （2022年10月22日、23日） | 第3名             | 10.4              | 1250.0            | 1.4             | 175.0           | |
| 第13星期週末 （2022年10月29日、30日） | 第1名             | 22.4              | 1279.0            | 3.4             | 177.0           | |
| 第14星期週末 （2022年11月5日、6日）   | 第1名             | 9.0               | 1301.0            | 1.2             | 180.0           | |
| 第15星期週末 （2022年11月12日、13日） | 第3名             |                   | 1316.0            |                 | 182.0           | |
| 第16星期週末 （2022年11月19日、20日） | 第4名             |                   | 1327.0            |                 | 184.0           | |

| 上一届： 《侏羅紀世界：統霸天下》                          | 2022年日本週末票房冠軍 第32-42週 | 下一届： 《刀劍神域劇場版 -Progressive- 陰沉薄暮的詼諧曲》 |
| 上一届： 《刀劍神域劇場版 -Progressive- 陰沉薄暮的詼諧曲》 | 2022年日本週末票房冠軍 第44-45週 | 下一届： 《鈴芽之旅》                                      |
| 上一届： 《勿言推理电影版》                                | 2023年日本週末票房冠軍 第42週    | 下一届： 《勿言推理电影版》                                |

### 台灣
台灣首周票房收收5700萬新台幣排第一位，成為《ONE PIECE》系列中票房最高的電影，上映9天票房突破1億新台幣。最終票房1億7544萬。
| 上一届： 《子彈列車》 | 2022年台北週末票房冠軍 第34-37週 | 下一届： 《新·超人力霸王》 |

### 香港
香港首周票房收345萬港元排第三位，僅次於《明日戰記》和《阿媽有咗第二個》，次周票房收267萬港元維持第三位。

## 電影連動特別篇
2022年8月14日至28日播出的電視動畫本篇與電影連動，講述年幼的魯夫與美音兩人相遇的故事，播映集數為第1029集「模糊的記憶 魯夫與紅髮的女兒美音」、第1030集「新時代的誓言 魯夫與美音」及特別總集篇「傳說的紀錄 紅髮傑克」。

### 登場角色
| 角色            | 配音員                            | 配音員      | 備註       |
| 角色            | 日本                              | 臺灣        | 備註       |
| 主要角色        | 主要角色                          | 主要角色    | 主要角色   |
| --------------- | --------------------------------- | ----------- | ---------- |
| 蒙其·D·魯夫     | 田中真弓                          | 詹雅菁      |            |
| 美音            | 名塚佳織                          | 傅其慧      |            |
| 傑克            | 池田秀一                          | 符爽        |            |
| 草帽海賊團      |                                   |             |            |
| 羅羅亞·索隆     | 中井和哉                          | 宋克軍      |            |
| 羅羅亞·索隆     | 浦和惠                            | 許淑嬪      | 童年時期   |
| 娜美            | 岡村明美                          | 許淑嬪      |            |
| 騙人布          | 山口勝平                          | 符爽        |            |
| 騙人布          | 山口勝平                          | 詹雅菁      | 童年時期   |
| 賓什莫克·香吉士 | 平田廣明                          | 孫中台      |            |
| 賓什莫克·香吉士 | 大谷育江                          | 連婉鈞      | 童年時期   |
| 多尼多尼·喬巴   | 大谷育江                          | 詹雅菁      |            |
| 妮可·羅賓       | 山口由里子                        | 許淑嬪      |            |
| 佛朗基          | 矢尾一樹                          | 符爽        |            |
| 布魯克          | 長                                | 宋克軍      |            |
| 吉貝爾          | 寶龜克壽                          | 宋克軍      |            |
| 紅髮海賊團      |                                   |             |            |
| 斑·貝克曼       | 田原阿爾諾                        | 孫中台 符爽 | （總集篇） |
| 耶穌布          | 小林通孝                          | 孫中台      |            |
| 拉奇·魯         | 土門仁                            | 符爽        |            |
| 彭克·潘奇       | 中村浩太郎                        | 孫中台      |            |
| 海軍            |                                   |             |            |
| 戰國            | 大川透                            | 宋克軍      |            |
| 蒙其·D·卡普     | 中博史                            | 孫中台      |            |
| 克比            | 土井美加                          | 宋克軍      |            |
| 貝魯梅伯        | 永野廣一                          | 符爽        |            |
| 東方藍          |                                   |             |            |
| 瑪姬            | 大本眞基子                        | 許淑嬪      |            |
| 烏普·史拉布     | 園部啓一                          | 宋克軍      |            |
| 克伊娜          | 豐嶋真千子                        | 連婉鈞      |            |
| 耕四郎          | 乃村健次                          | 宋克軍      |            |
| 梅利            | 土門仁                            | 符爽        |            |
| 哲普            | 樋󠄁浦勉                            | 孫中台      |            |
| 派迪            | 稻田徹                            | 符爽        |            |
| 卡爾涅          | 里內信夫                          | 宋克軍      |            |
| 阿健            | 鹽屋浩三                          | 符爽        |            |
| 貝爾梅爾        | 日高範子                          | 詹雅菁      |            |
| 世界政府        |                                   |             |            |
| 五老星          | 野田圭一                          | 符爽        |            |
| 五老星          | 園部啟一                          | 孫中台      |            |
| 五老星          | 緒方賢一                          | 宋克軍      |            |
| 其他角色        |                                   |             |            |
| 水果店老闆      | 城岡祐介                          | 孫中台      |            |
| 黑猩猩          | 尾高慶安                          | 符爽        |            |
| 野豬            | 浅野良介                          | 宋克軍      |            |
| 山賊            | 稲岡晃大 富岡佑介 權内隆介 藤澤奨 | 宋克軍 符爽 |            |
| 旁白            | 大場真人                          | 孫中台      |            |

## 獲獎與提名項目
在第46屆日本電影學院獎，該片獲頒優秀動畫獎和話題獎，電影的音樂團隊獲得岡田茂獎，但最優秀動畫獎由《THE FIRST SLAM DUNK》取得優勝。第37屆日本金唱片大獎，本片的原聲帶獲頒年度最佳動畫原聲帶獎，主題曲「新時代」排名年度下載次數前三名與流媒體最佳前五名，同時劇中曲「我最強」列名流媒體最佳前五名，擔任本作主要演唱和劇中角色「美音」歌唱聲演的Ado獲頒特別獎。

## 相關活動
電影在各戲院下片後，東映與Spotify在2024年8月至12月合辦「沉浸名曲電影（日语：名曲映画を、浴びつくそう。）」的特別放映會，活動期間在東映轄下轟音電影院播放包含本片在內的音樂主題電影，本片排定於2024年8月29日放映。

## 備註
1. ↑  2022年8月21日先行於第十二届北京国际电影节展映。

## 外部連結
- 官方网站 （日語）
- ONE PIECE FILM RED的X（前Twitter） （日語）